# 可依航空
可依航空是一家以清州國際機場為基地的韓國低成本航空公司，於2016年成立，並在2021年接收首架飛機。

## 歷史
可依航空成立時原名為K-AIR Aviation，2020年12月28日獲得航空營運許可證，並在2021年2月14日接收首架空中巴士A320-200飛機。

## 機隊

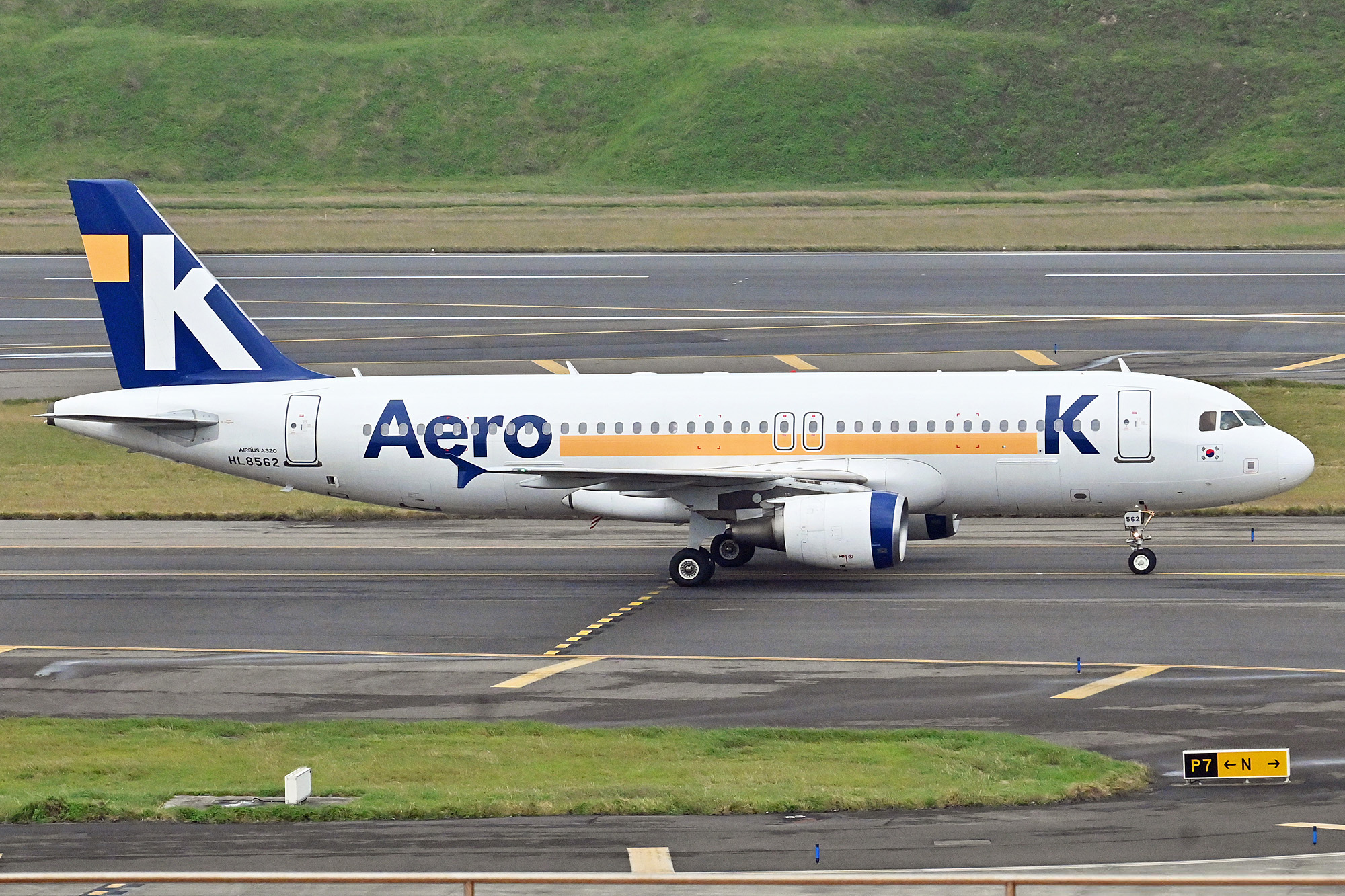
Aero-K 空中巴士 A320 客機於台灣桃園國際機場

截至2024年1月，可依航空機隊如下：
| 機型             | 服役中 | 訂購中 | 載客量 | 備註  |
| ---------------- | ------ | ------ | ------ | ----- |
| 空中巴士A320-200 | 6      | —      | 180    | [ 2 ] |
| 總計             | 6      | —      |        |       |

## 外部連結
- 官方网站